# Хохли (селище)
Хохли́ (рос. Хохлы) — селище у складі Шуміхинського району Курганської області, Росія. Входить до складу Кушмянської сільської ради.
Населення — 4 особи (2010, 4 у 2002).
Національний склад станом на 2002 рік: росіяни — 100 %.